# Tim Anderson (lekkoatleta)
Tim Anderson, wł. Timothy Donald Anderson (ur. 16 października 1925 w Croydon, zm. 22 września 2017) –  brytyjski lekkoatleta, specjalista skoku o tyczce, mistrz igrzysk Imperium Brytyjskiego.
Zwyciężył w skoku o tyczce na igrzyskach Imperium Brytyjskiego w 1950 w Auckland, wyprzedzając Stana Egertona z Kanady i Petera Dentona z Australii. Na tych igrzyskach reprezentował Anglię. Odpadł w kwalifikacjach tej konkurencji na igrzyskach olimpijskich w 1952 w Helsinkach.
Był wicemistrzem Wielkiej Brytanii (AAA) w skoku o tyczce w 1950 i 1951.
Rekord życiowy Andersona w skoku o tyczce wynosił 3,99 m (ustanowiony 12 czerwca 1952 w Oksfordzie).
Anderson studiował w Clare College na University of Cambridge, a następnie kontynuował studia medyczne w szpitalu św. Tomasza w Londynie. Podjął praktykę lekarską w 1953 i wtedy zakończył uprawianie lekkiej atletyki.